# Ceratomyxa macrouridonum
Ceratomyxa macrouridonum is een microscopische parasiet uit de familie Ceratomyxidae. Ceratomyxa macrouridonum werd in 2010 beschreven door Gunter & Adlard. 